# Yoo Ah-in
Uhm Hong-sik (hangul: 엄홍식; rr: Eom Hong-sik; nascido em 6 de outubro de 1986) mais conhecido profissionalmente pelo nome de Yoo Ah-in, (hangul: 유아인; rr: Yu A-in) é um ator, diretor criativo e galerista sul-coreano. Ele é conhecido por interpretar diversos papéis na televisão e no cinema, onde frequentemente retrata personagens dinâmicos que exibem um crescimento pessoal significativo.
Yoo é mais conhecido por seus papéis principais no filme Punch (2011), no melodrama televisivo Secret Love Affair (2014), no filme de ação Veteran (2015), no filme de drama de época The Throne (2015) e na série de televisão histórica Six Flying Dragons (2015-2016).
Ele recebeu numerosos prêmios por melhor ator como o Blue Dragon Film Awards, Korean Film Reporters Association Awards, Max Movie Awards, Chunsa Film Art Awards, Golden Cinematography Awards e Baeksang Arts Awards. Yoo é também o diretor de um espaço criativo complexo chamado Studio Concrete, que ele criou com um grupo de artistas de diferentes meios de comunicação.

## Filmografia

### Cinema
| Ano  | Título                                                | Personagem             | Notas                          |
| ---- | ----------------------------------------------------- | ---------------------- | ------------------------------ |
| 2007 | Skeletons in the Closet                               | Shim Yong-tae          |                                |
| 2007 | Boys of Tomorrow                                      | Jeon Jong-dae          |                                |
| 2008 | Antique                                               | Yang Ki-beom           |                                |
| 2009 | Sky and Ocean                                         | Jin-goo                |                                |
| 2011 | Punch                                                 | Do Wan-deuk            |                                |
| 2013 | Tough as Iron                                         | Gang Cheol             |                                |
| 2014 | The Satellite Girl and Milk Cow                       | Ko Kyung-chun (voz)    | filme animado                  |
| 2014 | Thread of Lies                                        | Choo Sang-bak          |                                |
| 2015 | Veteran                                               | Jo Tae-oh              |                                |
| 2015 | Sado                                                  | Príncipe Herdeiro Sado |                                |
| 2016 | Like for Likes                                        | Noh Jin-woo            |                                |
| 2016 | CCRT Aerospace : Episódio 1 Fragile : The Other Space | Homem                  | curta-metragem também Produtor |
| 2018 | Burning                                               | Jong-soo               |                                |
| 2018 | Sovereign Default                                     | Yun Jeong-hak          |                                |

### Televisão
| Ano       | Título                       | Personagem                  | Emissora | Notas               |
| --------- | ---------------------------- | --------------------------- | -------- | ------------------- |
| 2003      | Honest Living                | Homem #2                    | SBS      | episódio 164        |
| 2004-2005 | Sharp 1                      | Yoo Ah-in                   | KBS2     |                     |
| 2004      | April Kiss                   | Kang Jae-sup, de 16 anos    | KBS2     | episódio 1          |
| 2005      | Shi-eun & Soo-ha             | Lee Min-suk                 | KBS2     | Drama City episódio |
| 2008      | Chil-woo the Mighty          | Heuksan / Kim Hyuk          | KBS2     |                     |
| 2009      | He Who Can't Marry           | Park Hyun-kyu               | KBS2     |                     |
| 2010      | Sungkyunkwan Scandal         | Moon Jae-shin               | KBS2     |                     |
| 2012      | Fashion King                 | Kang Young-gul              | SBS      |                     |
| 2013      | Jang Ok-jung, Living by Love | Rei Sukjong                 | SBS      |                     |
| 2014      | Secret Love Affair           | Lee Sun-jae                 | JTBC     |                     |
| 2014      | Discovery of Love            | Visitante                   | KBS2     | cameo, episódio 16  |
| 2015-2016 | Six Flying Dragons           | Yi Bang-won (Rei Sukjong)   | SBS      |                     |
| 2016      | Descendants of the Sun       | Caixa bancária Eom Hong-sik | KBS2     | cameo, episódio 13  |
| 2017      | Chicago Typewriter           | Han Se-joo / Seo Hwi-young  | tvN      |                     |

### Participação em Vídeos musicais
| Ano  | Título da canção    | Artista      | Ref.        |
| ---- | ------------------- | ------------ | ----------- |
| 2004 | "Footprints"        | T.O          | [ 4 ]       |
| 2012 | "Only One"          | BoA          | [ 5 ]       |
| 2016 | "ㅎㅎㅎ (Heung-bu)" | DJ Peggy Gou | [ 6 ]       |
| 2019 | "Starry Night"      | DJ Peggy Gou | [ 7 ] [ 8 ] |

## Prêmios
- 2007 Pyeongtaek Film Festival Rookie of the Month (Maio) para Boys of Tomorrow
- 2007 8th Pusan Film Critics Awards Prêmio de Ator Estreante para Boys of Tomorrow
- 2007 3th Pyeongtaek Film Festival - New Currents Movie Star Awards Prêmio de Ator Estreante para Boys of Tomorrow
- 2008 11th Director's Cut Awards Prêmio de Ator Estreante para Antique
- 2010 5th A-Awards Categoria Estilo - Man of the Year
- 2010 KBS Drama Awards Prêmio de Melhor Casal com a Song Joong-ki para Sungkyunkwan Scandal
- 2011 5th Mnet 20's Choice Awards Melhores Voz Top 20's
- 2011 4th Style Icon Asia Awards (SIA) Estilo Ícone - Bonsang (Grande Prémio)
- 2012 3th Film of The Year (Korea Film Reporters Association) Discovery Award para Punch
- 2013 9th Korea Green Foundation Aqueles que fizeram o mundo mais brilhante
- 2015 20th Busan International Film Festival Marie Claire Asia Star Award
- 2015 15th Korea World Youth Film Festival Ator Favorito para Veteran
- 2015 36th Blue Dragon Film Awards Prêmio de Melhor Ator para The Throne
- 2015 Fashionistas Awards (Celeb's Pick- NAVER) Fashion categoria Película para Veteran
- 2015 10th A-Awards Categoria Estilo - Man of the Year
- 2015 Shin Young-kyun Culture and Arts Foundation Artistica de Impressão
- 2015 4th Korea Fashion Designers Association Fashion Icon of the Year
- 2015 The Korea Film Actor's Association Korea Top Star para Veteran, The Throne
- 2015 SBS Drama Awards Prêmio Top de Excelência, Ator em drama de série para Six Flying Dragons
- 2015 SBS Drama Awards Prêmio de Melhor Casal conm Shin Se-kyung para Six Flying Dragons
- 2015 SBS Drama Awards Top 10 Stars por Six Flying Dragons
- 2016 7th Film of The Year (Korea Film Reporters Association) Prêmio de Melhor Ator para The Throne
- 2016 11th Max Movie Awards Prêmio de Melhor Ator para Veteran
- 2016 8th Style Icon Asia Awards (SIA) Estilo Ícone - Bonsang (Grande Prémio)
- 2016 10th Asian Film Awards New Generation Award
- 2016 21th Chunsa Film Art Awards Prêmio de Melhor Ator para The Throne
- 2016 36th Golden Cinema Film Festival Prêmio de Melhor Ator para Veteran
- 2016 52nd BaekSang Arts Awards Prêmio de Melhor Ator en Televisão para Six Flying Dragons
- 2016 7th Popular Culture and Arts Awards Prêmio do Primeiro-Ministro
- 2016 16th Korea World Youth Film Festival Ator Favorito para Like for Likes
- 2017 19th Korea Fashion Photographers Association Awards Photogenic of the Year